# Maximilianstraße 25 (Speyer)
Maximilianstraße 25 bezeichnet ein denkmalgeschütztes Gebäude in der rheinland-pfälzischen Stadt Speyer. Das dreigeschossige Patrizierhaus wurde 1704 erbaut und ist Teil der Denkmalzone Maximilianstraße zwischen Altpörtel und Kaiserdom.

## Lage
Das Haus liegt an der Südseite der Maximilianstraße. Acht, mit einer Ausnahme, dreigeschossige Wohn- und Geschäftshäuser bilden einen geschlossenen Abschnitt spätbarocker Bebauung, beginnend mit der Nummer 22 (Einhorn-Apotheke) von 1703. Bauherren waren Bürgermeister und Ratsherren.

## Geschichte
Die Häuser zu beiden Seiten der Speyerer Haupt- und Marktstraße wurden 1689 im Pfälzischen Erbfolgekrieg zerstört und meist zwischen 1698 und 1720 wiederaufgebaut. Bauherr der heutigen Nummer 25 war der Ratsherr und Handelsmann Georg Heinrich Kümmich, der von 1717 bis 1731 Bürger- und Altermeister der Reichsstadt war. Der Spezereihändler Kümmich, der zwei Töchter hatte, veräußerte das Anwesen an den späteren Bürgermeister Joh. Carl Alexander Holtzmann (1699–1784), der bei ihm einen Teil seiner Lehre absolviert hatte. Holtzmann bewohnte später die heutige Nummer 27. Auf dem Erbweg kam das Haus Nr. 25 an seinen gleichnamigen Sohn (1759–1820), der auch als Krappfabrikant tätig war und später ebenfalls Bürgermeister wurde.
In jüngerer Zeit erhielt das Gebäude einen modernen Ladeneinbau im Erdgeschoss. Das Haus wurde seitdem bestandserhaltend saniert. Gegenwärtig befindet sich im Erdgeschoss ein Laden für Schmuck (Stand 2019).

## Beschreibung
Das Wohnhaus im Stil des späten Barock ist dreigeschossig. Die Fassade des Putzbaus ist bis in die beiden Dachgeschosse durch Gurtgesimse gegliedert. Sie hat drei Fensterachsen und weist nach Norden. Die Fenster haben nicht mehr ihre alte Teilung, ihre einfache Laibung ist nicht geohrt. Im Erdgeschoss ist ein Ladengeschäft mit modernen Schaufenstern  eingebaut.
Eine ehemalige, schmale Gasse im Osten des Anwesens wird heute durch eine Tür verschlossen.